# Пшеничнова, Надежда Николаевна
Наде́жда Никола́евна Пшени́чнова (24 августа 1930, Зубаревка, Московская область — 22 сентября 2022, Москва) — российский лингвист, специалист по русской диалектологии. Доктор филологических наук (1994), заведующая отделением диалектологии и лингвогеографии Института русского языка РАН (1986—1998), автор работ по типологии русских говоров, составлению их структурно-типологической классификации, лауреат государственной премии Российской Федерации за 1996 год за работу над диалектологическим атласом русского языка.

## Биография
В 1948 — 1953 годах училась на филологическом факультете МГУ им. М. В. Ломоносова, в 1957 году окончила аспирантуру в институте языкознания АН СССР. С 1958 работала в Институте русского языка (ИРЯ) РАН, защитила кандидатскую диссертацию в 1964 году (К истории редуцированных y и i в восточнославянских языках, научный руководитель Р. И. Аванесов). В 1986 — 1998 гг. являлась заведующей отделением диалектологии и лингвогеографии Института русского языка (ИРЯ) РАН. С 1998 года — главный научный сотрудник ИРЯ РАН. В 1994 году состоялось присуждение Н. Н. Пшеничновой учёной степени доктора наук (докторская диссертация Типология русских говоров).

## Научная деятельность
Одним из главных направлений научной деятельности Н. Н. Пшеничновой были работы в области теории диалекта, классификации диалектов. По данным диалектологического атласа русского языка Н. Н. Пшеничновой была разработана структурно-типологическая классификация русских диалектов. В отличие от классификации К. Ф. Захаровой и В. Г. Орловой 1965 года, основанной на методах лингвистической географии, говоры русского языка характеризуются Н. Н. Пшеничновой с других позиций, вне территорий с помощью вероятностно-статистического метода. В данной классификации русских говоров в составе четырёх диалектных типов первого уровня деления (севернорусского, южнорусского, среднерусского и западнорусского) выделяются диалектные типы, меньшие по занимаемой ими территории, ещё трёх уровней деления, или классификационных рангов, отражающих разную степень их близости между собой, помимо этого выделяются смешанные совокупности разнородных говоров, не относящиеся к какому-либо диалектному типу. Такое диалектное членение показало то, что при наличии в русском диалектном пространстве однородных групп говоров разных диалектных типов между ними нет чётких границ, выявляются размытость, расплывчатость границ, постепенные переходы между территориями распространения говоров разных диалектных типов.
Н. Н. Пшеничнова принимала активное участие в составлении лингвистических карт и комментариев к ним в трёх выпусках диалектологического атласа русского языка. Она известна также своими работами в области лингвистической географии, статистики, фонетики русского языка.

### Публикации
- Пшеничнова Н. Н. Лингвистическое картографирование на основе анализа материала статистическим методом // Исследования по русской диалектологии. М., 1973
- Пшеничнова Н. Н. Статистический анализ многочленного междиалектного соответствия // Вопросы языкознания. — 1973. — № 6
- Пшеничнова Н. Н. Мера специфичности и некоторые вопросы классификации частных диалектных систем // Общеславянский лингвистический атлас. Материалы и исследования. 1977. М., 1979
- Пшеничнова Н. Н. О фонеме <о> в безударном начале слова в русских говорах (к вопросу о делимитативной функции языковых средств) // Диалектология и лингвогеография русского языка. М., 1981
- Пшеничнова Н. Н. Лингвогеографический и статистический анализ стяжения в русских говорах (о комплексном подходе к исследованию языковых явлений) // Русские народные говоры. М., 1983
- Пшеничнова Н. Н. Русская диалектология: итоги и перспективы // Вопросы языкознания. — 1985. — № 6
- Диалектологический атлас русского языка. Центр Европейской части СССР. Вып. I. Фонетика. М., 1986 (13 карт и комментариев к ним)
- Пшеничнова Н. Н. Автоматизированный вариант диалектологического атласа русского языка // Лингвистические задачи и обработка данных на ЭВМ. — М., 1987
- Диалектологический атлас русского языка. Центр Европейской части СССР. Вып. II. Морфология. М., 1989 (16 карт и комментариев к ним)
- Булатова Л. Н., Пшеничнова Н. Н., Касаткин Л. Л. и др. Современные русские говоры. 1991
- Пшеничнова Н. Н. Тип диалекта (славянский диалектный континуум) // Славянское языкознание. XI международный съезд славистов: Доклады российской делегации (Братислава, сентябрь 1993 г.). — М., 1993
- Пшеничнова Н. Н. Гласные на месте редуцированных *y, *i // Восточнославянские изоглоссы. 1995. М., 1995
- Пшеничнова Н. Н. Структурно-типологическая классификация и диалектное членение русского языка // Dialectologia slavica. 4: Сб. к 85-летию С. Б. Бернштейна.- М., 1995
- Диалектологический атлас русского языка. Центр Европейской части СССР. Вып. III. Синтаксис. Лексика. Часть1. М., 1996. Часть 2 (7 карт и комментариев к ним)
- Пшеничнова Н. Н. Типология русских говоров.- М., 1996
- Пшеничнова Н. Н. Структурно-типологическая классификация русских говоров // Общеславянский лингвистический атлас: Материалы и исследования 1991—1993 гг. — М., 1996
- Пшеничнова Н. Н. О типологии русских диалектов как сложных систем с постоянными и вариативными звеньями // Языковая картина мира. Лингвистический и культурологический аспект. Бийск, 1998
- Пшеничнова Н. Н. Согласные на месте древнерусских ш’т’ш', ж’д’ж' / Утрата и стяжение гласных в глагольных формах // Восточнославянские изоглоссы. Вып.2. М., 1998
- Пшеничнова, Н. Н. Аванесовские традиции Московской диалектологической школы / Н. Н. Пшеничнова // Фортунатовский сборник. — М., 2000
- Пшеничнова, Н. Н. О некоторых трудных вопросах структурно-типологической классификации русских говоров/ Аванесовский сборник: к 100-летию со дня рождения чл.-кор. Р. И. Аванесова / Отв. ред. Н. Н. Пшеничнова; Ин-т рус.яз. им. В. В. Виноградова РАН. — М.: Наука, 2002
- Пшеничнова Н. Н. Лингвистическая география (по материалам говоров). — М.: ИД «АЗбуковник», 2008

## Награды и премии
Награждена медалью За трудовую доблесть (1986), в 1996 году ей присуждена Государственная премия Российской Федерации в области науки и техники за «Диалектологический атлас русского языка. Центр Европейской части СССР».